# 870
870 (DCCCLIII) var ett normalår som började en söndag i den julianska kalendern.

## Händelser

### Okänt datum
- Fjärde konciliet i Konstantinopel avslutas.
- Norrmän landstiger på Island för första gången.
- Fördraget i Meerssen slutes, vilket delar frankerriket i två delar.

## Födda
- Horda-Kåre, hövding i Hordaland.
- Ragnhild Eriksdotter, drottning av Norge i slutet av 800-talet, gift med Harald Hårfager (född omkring detta år).
- Romanos I, kejsare av Bysantinska riket.
- Theodora (senatrix), påvlig politiker.

## Avlidna
- Judith av Frankrike, drottning av Wessex 856–858 (gift med Æthelwulf) och 858–860 (gift med Æthelbald)
- Sankt Beocca